# Tonacatepeque
Tonacatepeque es un distrito de San Salvador Este en el departamento de San Salvador en El Salvador. 
| Censo | Población | Cambio | Porcentaje |
| ----- | --------- | ------ | ---------- |
| 2007  | 90 896    | N/D    | N/D        |
| 2024  | 89 751    | -1 145 | -1.3%      |

## Toponimia
Tonacatepeque es un vocablo de origen náhuat y su significado e interpretación varía de un historiador a otro. Esta palabra se puede descomponer así: Tunal. Sol Acat: Caña Petel: Cerro. Cerros de la Caña de Sol, o si se quiere profundizar, se podría traducir como Cerro del Maíz o también En el Cerro de los Vestigios. Historia de Tonacatepeque A veces puede significar: En el cerro del señor del sustento, haciendo referencia a Tonacatecuhtli, dios de la creación y de la fertilidad.

## Geografía física
La ciudad de Tonacatepeque está situada en una altiplanicie, a 600 metros sobre el nivel del mar, entre los 13° 46' 54″ latitud norte y los 89° 7' 12″ longitud oeste del meridiano de Greenwich, a 18 kilómetros al noreste de San Salvador.    

### Clima
Generalmente el clima de la región es fresco, pero en los meses de marzo y abril es cálido. La temperatura mínima asciende a 22 grados Celsius y la máxima 28 grados Celsius.   

## Historia
Una población antigua es la de Tonacatepeque, según vestigios arqueológicos, fue fundada por familias nahuas en las cumbres de una montaña al Sureste de su asiento actual. Los nahuas no declaraban la guerra, atacaban por sorpresa; por esta razón las poblaciones estaban situadas en alturas escarpadas. Tonacatepeque fue sin duda algún cacicazgo menor subordinado en caso de peligro al Señorío de Cuscatlán.

### Época colonial
Surgió con el nombre de San Nicolás Tonacatepeque, al que más tarde al ser abandonado se le llamó Pueblo viejo; padres Franciscanos se encargaron de catequizar a los indígenas y erigir con ellos un hermoso templo, entronizando a San Nicolás Obispo de Mira como patrono. Se cuenta que allá por el año de 1880 todavía se observaban los cimientos de este templo.

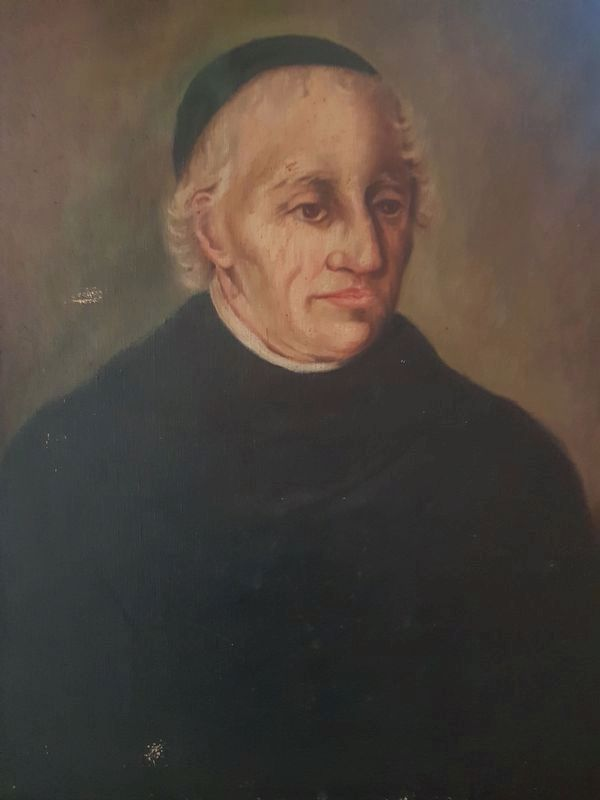
Nicolás Aguilar Bustamante prócer de la independencia y nacido en esta ciudad

Hace 414 años, en 1560, fue fundada esta ciudad en su lugar actual, sobre una altiplanicie de clima agradable. Para 1770 ya era cabecera de parroquia y comprendía como anexos los pueblos de Soyapango, Ilopango y el valle de San José Guayabal, contando la población con 96 familias compuesta de 628 personas.
En 1786 ingresó a la jurisdicción de San Salvador. Manifiesta el Corregidor Intendente Don Antonio Gutiérrez Ulloa, que en 1807, Tonacatepeque era “pueblo y reducción”, con 17 españoles, 718 indios y 619 ladinos.

### Pos-independencia
El alcalde electo para el año de 1872 era don Cornelio Peña.
El alcalde electo para el año de 1873 era don Inés Avilés. Fue afectado por el terremoto del 19 de marzo de 1873 de 7.3 grados de richter que destruyó a San Salvador.
Por Decreto Legislativo expedido durante la administración del Mariscal de Campo Santiago González, el 7 de marzo de 1874 le fue otorgado el título de Villa; el de ciudad le fue conferido por Decreto Legislativo del 6 de febrero de 1878, durante la administración del Dr. Rafael Zaldívar.
Una nueva oficina de correos fue establecida a propuesta de la Dirección General por acuerdo del gobierno del presidente provisional general Francisco Menéndez en el 30 de noviembre de 1886.
La ciudad de Tonacatepeque se erigió en Cabecera de Distrito por Decreto Legislativo, del 17 de marzo de 1892, durante la administración del General Carlos Ezeta, comprendiendo dicho distrito Administrativo y Judicial a las poblaciones de Tonacatepeque, Apopa, Ilopango, San Martín, Nejapa, Guazapa, Aguilares y El Paisnal.
En el 28 de octubre de 1905, el gobierno de Pedro José Escalón acordó crear una Escuela Mixta en el Cantón El Rosario, nombrando directora a Filomena Canjura.
En el 10 de abril de 1912 la Asamblea Nacional Legislativa emitió un decreto, sancionado en el 13 de abril por el gobierno de Manuel Enrique Araujo, que declaró carretera nacional el camino que de Soyapango conduce a San José Guayabal pasando por Tonacatepeque y decretó que se debía construir un puente sobre el río de Las Cañas; la porción de este camino dentro del municipio de Tonacatepeque es hoy parte de la Rutas departamental SAL12N en el tramo que llega de Soyapango a Tonacatepeque, y SAL44N en el tramo que sale de Tonacatepeque San José Guayabal; esta última ruta se incorpora con la CUS80W del departamento de Cuscatlán.

## Demografía
Tiene una población de 89 751 habitantes según censo de 2024 ocupando el puesto número 12 en población.

## Patrimonio cultural inmaterial
Esta ciudad es muy visitada, más en la romería del 27 de noviembre al 6 de diciembre, cuando llegan muchos turistas a visitar al patrono de la ciudad, San Nicolás Obispo. 
El 1 de noviembre en la ciudad se celebra la tradición de la calabiuza, una conmemoración anual de la mitología salvadoreña, es visitada este día por muchos turistas nacionales e internacionales.
Del 25 al 29 de agosto se celebran las fiestas culturales en honor a San Juan Degollado o el martirio de San Juan Bautista.